# Mukulasaari (ö i Södra Savolax)
Mukulasaari är en ö i Finland. Den ligger i sjön Kyyvesi och i kommunen Sankt Michel i den ekonomiska regionen  S:t Michel och landskapet Södra Savolax, i den södra delen av landet, 240 km nordost om huvudstaden Helsingfors. Öns area är 1,7 hektar och dess största längd är 300 meter i nord-sydlig riktning.